# Abelharuco-azuláceo
O abelharuco-de barba-azul (Nyctyornis athertoni) é uma espécie de abelharuco presente em grande parte do subcontinente indiano e em partes do sudeste asiático. Este abelharuco é encontrado em clareiras florestais. Encontra-se principalmente na região da Malásia, mas estende-se para oeste até à Índia peninsular. As penas azuis da sua garganta são alongadas e muitas vezes felpudas, o que lhe dá o nome. Tem um chamamento alto, mas não é tão gregário ou ativo como os abelharucos mais pequenos, e a sua cauda quadrada não tem os típicos "fios" constituídos pelas hastes das penas centrais mais longas da cauda que se encontram em muitos outros abelharucos.

## Descrição
Esta é provavelmente a maior espécie da família dos abelharucos. Os adultos medem 31 a 35 centímetros de comprimento e pesam 70 a 93 gramas. Esta espécie tem um grande bico em forma de foice e a cauda quadrada não tem os "fios" que são típicos dos abelharucos mais pequenos. A ave é verde relva com a testa, a cara e o queixo turquesa. As penas da garganta são alongadas, o que lhe confere um aspeto barbudo quando estão afofadas. O ventre é amarelado a azeitona com estrias verdes ou azuis. Diz-se que as populações da Índia peninsular são mais verde-pálidas do que as populações da Índia do nordeste. Embora os machos e as fêmeas pareçam semelhantes, as penas azuis da garganta do macho apresentam uma maior refletividade ultravioleta do que as da fêmea.
O nome da espécie deve-se ao tenente John Atherton, sobrinho do Sr. P. J. Selby, que obteve um exemplar da ave. Selby descreveu a espécie em "Illustrations of Ornithology" publicado juntamente com Sir William Jardine em 1828. Jardine e Selby descreveram-na em Illustrations of Ornithology (Série 1, Volume 2, parte 4, novembro de 1828, placa 58) e a localidade-tipo (o holótipo encontra-se na Coleção Selby, UMZC, 25/Mer/7/b/2) foi atribuída a Assão por E. C. Stuart Baker, mas Norman Boyd Kinnear voltou a designar Bangalor como localidade-tipo da espécie com base no facto de Atherton estar colocado em Bangalor quando escreveu a Selby e referiu que foi ajudado por um colecionador francês (que se pensa ser Leschenault). No entanto, a espécie é rara nessa região. Atherton informou Selby de que a ave era muito rara, encontrada nas selvas mais densas, alimentando-se à noite e fazendo barulho com chamamentos "curr, curr".
A forma designada encontra-se na Índia e em partes do Sudeste Asiático continental, enquanto brevicaudatus é uma população insular de Ainão. Uma subespécie bartletti do nordeste da Índia, descrita por Walter Norman Koelz, é geralmente considerada parte da população designada.

## Distribuição e habitat
Esta espécie encontra-se numa variedade de habitats, principalmente a altitudes médias, mas abaixo dos 2000 metros de altitude. O habitat típico é a floresta bastante densa em altitudes médias com clareiras. Encontra-se isolada ou em pequenos grupos de até três indivíduos e distribui-se de forma muito irregular. A sua presença numa área pode facilmente passar despercebida. Foi registada nas regiões montanhosas dos Satpuras, Gates Ocidentais, Gates Orientais, Nilguiris, Chota Nagpur e nas florestas sub-Himalaias.

## Comportamento e ecologia

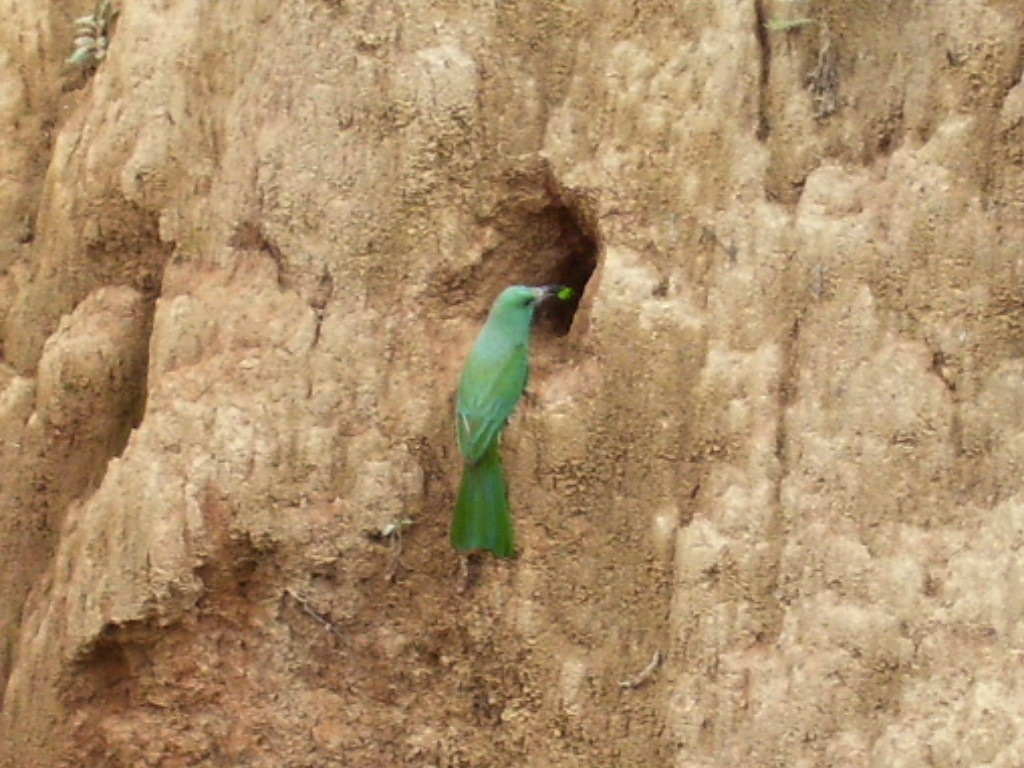
Abelharuco-de barba-azul em uma árvore na Índia.

Esta ave tem um chamamento alto, mas não é frequente. Também não é tão ativa como os abelharucos mais pequenos. Os seus chamamentos incluem sons semelhantes a cacarejos de calau, um "Kit-tik... Kit-tik" seco numa série ou "kyao" nasal oco. Os pares podem fazer duetos de cacarejos e chocalhos que terminam em notas curtas de ronronar. O voo é ondulante e muito semelhante a uma barbeta.
A época de reprodução decorre entre fevereiro e agosto na Índia e a corte envolve rituais de alimentação, vénias e abanar da cauda. A escavação do ninho pode começar um mês antes da postura dos ovos. O ninho é um túnel profundo num banco de lama, dentro do qual são postos quatro ovos muito esféricos e brancos.
Esta espécie parece alimentar-se principalmente de abelhas. Explora o comportamento defensivo das colónias de abelhas gigantes (Apis dorsata), provocando a libertação em massa de abelhas de guarda que são apanhadas no ar e comidas enquanto perseguem a ave. Embora a sua alimentação se faça principalmente através de ataques aéreos, sabe-se que, por vezes, recolhe alimentos da casca de árvores. Por vezes, podem associar-se a bandos de forrageamento de espécies mistas. As aves foram observadas em flores de Erythrina e Salmalia, embora não seja claro se se alimentam de néctar ou de insectos atraídos pelas flores.
Foi descrito nesta espécie um parasita sanguíneo, Leucocytozoon nyctyornis, e são também conhecidos parasitas das penas do género Brueelia.